# اچ‌ام‌اس نپتون (۱۸۷۴)
اچ‌ام‌اس نپتون (۱۸۷۴) (به انگلیسی: HMS Neptune (1874)) یک کشتی بود که طول آن ۳۰۰ فوت (۹۱٫۴ متر) بود. این کشتی در سال ۱۸۷۴ ساخته شد.